# Найдакова, Валентина Цыреновна
Валентина Цыреновна Найдакова ― российская бурятская актриса и театровед, Заслуженный работник культуры Бурятской АССР (1967), Заслуженный деятель науки Бурятской АССР (1981), Заслуженный деятель искусств РСФСР (1988), доктор искусствоведения, профессор, член-корреспондент Сибирского отделения академии наук высшей школы России.

## Биография
Родилась 20 мая 1927 году в селе Торы Тункинского района Бурят-Монгольской АССР.
В 1949 году окончила актерское отделение Улан-Удэнского театрально-музыкального училища имени П.И. Чайковского. С 1949 по 1959 годы служила в Бурятском государственном театра драмы имени Хоца Намсараева.
За годы работы в театре сыграла более 50 ролей. Из них большие серьезные роли: Катерина («Гроза» Н.Островского), Настя («Первая весна» Николаева-Радзинского), Лаура («Домовой» Э.Вильда), Надежда («Враги» М.Горького), Валентина («На той стороне» А.Барянова), Му-Лань («Ясное небо» и Сы Фын («Тайфун» Цао Юя), Маша («Кремлёвские куранты» Н.Погодина), Софья («Горе от ума» А.Грибоедова), Сырма («Ровесники» Б-М.Пурбуева), Лена Твороженкова («Счастье» Павленко).
В 1955 году окончила филологический факультет Иркутский государственный университет. После этого заведовала отделом критики в журнале «Байкал».
В 1962 году окончила аспирантуру ГИТИС. Здесь написала свою первую монографию «Современный бурятский драматический театр» и защитила ее, став первым в Бурятии кандидатом искусствоведения. С 1962 года работает преподавателем в Восточно-Сибирском институте культуры.
В 1971 году окончила докторантуру Государственного института театрального искусства в Москве. 1980 году Найдакова защитила во ВНИИ искусствоведения докторскую диссертацию «Бурятский драматический театр. От возникновения до 1970-х годов». В 1982 году Найдакова стала профессором  Восточно-Сибирского института культуры.
Написала более 150 научных трудов, среди которых пять монографий. Ею создана целая школа театроведов, известных в России и работающих в вузах культуры и искусства по всей стране от Владивостока до Санкт-Петербурга. Среди её работ ― книга «Буддийская мистерия цам в Бурятии».
Умерла 20 января 2019 года.

## Награды и звания
- Заслуженный работник культуры Бурятской АССР (1967)
- Заслуженный деятель науки Бурятской АССР (1981)
- Заслуженный деятель искусств РСФСР (1988)
- Медаль «За трудовое отличие» (24.12.1959)
- Медаль «За доблестный труд в Великой Отечественной войне 1941—1945 гг.»
- Доктор искусствоведения
- Профессор
- Член-корреспондент Сибирского отделения академии наук высшей школы России
- Лауреат Государственной премии Республики Бурятия (2005)
- Лауреат специальной премии «Золотая маска» — «За выдающийся вклад в развитие театрального искусства» (2015)[4]